# Durga
Durga (em sânscrito: दुर्गा, literalmente "a inacessível" ou "A invencível"; em bengali: দুর্গা), também conhecida como Maa Durga ou Ma Durga (মা দুর্গা, "Mãe Durga"), é, no hinduísmo, uma forma de Devi, a deusa suprema. Durga é considerada pelos hindus como a mãe de Ganesha, Kartiqueia, assim como de Sarasvati e Lakshmi. Ela é considerada a forma da esposa de Shiva, a deusa Parvati, como caçadora de demônios. Durga é descrita como um aspecto guerreiro da Devi Parvati com 8 braços, cavalgando um leão ou um tigre, carregando armas e assumindo mudras, ou gestos simbólicos com a mão. Esta forma da deusa é a encarnação do feminino e da energia criativa (Shakti).

## Durga na tradição hindu
Segundo a tradição hindu, Durga nasceu já adulta das bocas chamejantes de Brama, Vixenu e Xiva. A Grande Deusa Durga é dita ser requintadamente bela. Sua imagem é extremamente brilhante (devi), com três olhos como lótus. Em alguns contos, possui 8 mãos, em outros, 10, 12 ou até mais. Possui cabelos exuberantes com formosos anelados, uma pele vermelha-dourada brilhante e um quarto crescente em sua testa. Usa um brilhante traje azul-marinho que emite raios. Seus ornamentos são lindamente esculpidos em ouro, cravejados de pérolas e pedras preciosas. Cada deus também lhe deu a sua arma mais poderosa: o tridente de Rudra, o chacram de Vishnu, o raio de Indra, o kamandal de Brahma, o gada de Vishnu etc. O Himalaia presenteou-lhe com um feroz leão dourado. No fim do 8º e início do 9º dia de lua, Chanda e Munda vieram lutar contra a deusa. Ela ficou azul de raiva e a deusa Chamunda saltou para fora do seu terceiro olho. Esta forma é uma das mais poderosas, com 3 olhos vermelhos preenchidos de sangue, língua e pele escura. Ela finalmente matou os demônios gêmeos com sua espada. Esta forma da divina deusa é adorada durante o sandhikshan do festival de Durga Puja como sandhi / chandi puja. Finalmente, no décimo dia da lua, a deusa Durgha matou Mahishasura com o seu tridente.
A palavra Shakti significa a força sagrada feminina, e Durga reflete o aspecto guerreiro da deusa, encarnando um papel tradicionalmente masculino. Ela também é muito bela, e, inicialmente, Mahishasura tenta casar com ela. Outras versões incluem Annapurna e Karunamayi (karuna = bondade).
De acordo com a narrativa do Devi Mahatmya do Markandeya Purana, a forma de Durga foi criada como uma deusa guerreira para combater um demônio. O pai do demônio, Rambha, o rei dos demônios, se apaixonou por um búfalo, e Mahish Asur (o demônio Mahish) nasceu desta união. Ele é, portanto, capaz de mudar de forma de humano a búfalo de acordo com sua vontade (mahish significa "búfalo"). Através de intensa oração para Brahma, Mahishasur tinha a vantagem que ele não poderia ser derrotado por qualquer homem ou deus. Ele desencadeou um reinado de terror sobre a terra, céu e os mundos inferiores.
Uma vez que só uma mulher poderia matá-lo, a Santíssima Trindade Masculina desceu até o rio Ganges e rezou o mantra "Om Namo Devaye", implorando à grande deusa Devi para salvar seu domínio da ruína. Eles foram abençoados com a sua compaixão quando a deusa Durga nasceu do rio.

### O culto de Durga
Os 9 dias do Durga Puja são o maior festival anual de Bengal, comemorado também com grande fervor na outra extremidade da Índia, Gujarat, e em partes da Índia Oriental, sendo também comemorada sob várias formas em todo o universo Hindu.
O dia da vitória de Durga é comemorada como Vijaya Dashmi (Leste e Sul da Índia), Dashain (Nepal) ou Dussehra (Norte da India) - essas palavras literalmente significam "o Décimo Vitorioso" (Dia), 
Vijaya significa "de vitória". Em Caxemira, ela é adorada como shaarika (o principal templo está em Hari Parbat, em Srinagar).
O período efetivo do culto, no entanto, pode ser considerado os nove dias que precedem o dia da vitória de Durga, seguido do último dia, chamado Vijayadashami no Norte da Índia, ou de cinco dias em Bengala (do sexto ao décimo dia da quinzena lunar). Os nove aspectos de Durga conhecidos como Navadurga são meditados, um a um, durante os nove dias de festa por seus devotos shakti. 
No norte da Índia, este décimo dia significa a vitória de Rama na sua luta contra o demônio Ravana, e é celebrado como Dussehra - gigantescas efígies de palha de Ravana são queimados em espaços abertos (por exemplo, os campos de Ram Lila em Délhi), assistidos por milhares de famílias e crianças pequenas. 
Em Gujarat, é comemorado como o último dia de Navaratri, durante o qual a dança Garba é realizada para comemorar a vigorosa vitória de Durga Mahishasura-mardini.
A Deusa Durga é adorada na sua forma pacífica como MahaGauri, a Senhora Justa. Shree Shantadurga, também conhecido como santeri, é o patrono da Deusa Goa. Ela é adorada por todos os hindus de Goa independentemente da casta e até mesmo por alguns cristãos em Goa.
A deusa Durga é cultuada em muitos templos de Dakshina Kannada, distrito de Karnataka.
Outro texto importante sobre Durga é o poema Mahishasura Mardini Stotram(Oração à Deusa que matou Mahishasura) escrito por Sri Sri Sri Shankara Bhagavatpadacharya.

## Templos notáveis de Durga na Índia
- Matrimandir na cidade de Auroville, perto de Pondicherry, em Tamil Nadu
- Templo Ambika Mata, na aldeia de Jagat próximo a Mount Abu, no Rajastão, Índia
- Bhairabi Devalaya, em Tezpur, em Assam
- Templo Kalighat, em Kolkata
- Templo Kamakhya, em Guwahati, em Assam[6]
- Templo Kanaka Durga, em Vijayawada, em Andhra Pradesh
- Templo Shanta Durga de Goa
- Templo Shila Devi em Amber, em Jaipur, no Rajastão

## Outras leituras
- Durga Puja: Yesterday, Today and Tomorrow, Sudeshna Banerjee, Rupa and Co, Calcutta, 2004. (ISBN 81-291-0547-0)
- Hindu Goddesses: Vision of the Divine Feminine in the Hindu Religious Traditions, David Kinsley. (ISBN 81-208-0379-5)
- Grace and Mercy in Her Wild Hair : Selected Poems to the Mother Goddess, Ramprasad Sen (1720-1781). (ISBN 0-934252-94-7)
- Durga Puja Beginner, Swami Satyananda Saraswati, Devi Mandir, 2001. (ISBN 1-887472-89-4)
- "Chandi Path", Swami Satyananda Saraswati, Devi Mandir (ISBN 1-877795-52-6)
- "Chandi Path: Study of Chapter One", Swami Satyananda Saraswati, Devi Mandir (ISBN 1-877795-58-5)
- "Chandi Path: Study of Chapter Two", Swami Satyananda Saraswati, Devi Mandir (ISBN 1-877795-60-7)
- "Pronunciation and the Chandi Samputs", Swami Satyananda Saraswati, Devi Mandir (ISBN 1-877795-61-5)
- "Devi Gita", Swami Satyananda Saraswati, Devi Mandir (ISBN 1-877795-56-9)